# Robert Donatucci
Robert C. Donatucci (* 3. Mai 1952 in Philadelphia; † 9. November 2010 in South Philadelphia) war ein US-amerikanischer Politiker der Demokratischen Partei und gehörte von 1980 bis zu seinem Tod dem Repräsentantenhaus von Pennsylvania an.
Donatucci besuchte die Bishop Neumann High School. Nach seinem Schulabschluss 1970 studierte er an der Temple University und erhielt dort 1974 seinen Bachelor of Arts (B.A.). Im April 1980 wurde er im Zuge einer Nachwahl in das Repräsentantenhaus von Pennsylvania gewählt. Donatucci löste damit seinen Bruder Ronald Donatucci ab. Dieser hatte sein Mandat niedergelegt, da er im Vorjahr zum Register of Wills sowie zum Clerk des Orphans’ Court der Stadt Philadelphia gewählt worden war.
Als Abgeordneter wurde Robert Donatucci insgesamt 15 Mal wiedergewählt, zuletzt im November 2010 mit 84 Prozent der Stimmen, und war Mitglied des Committee on Ethics sowie des Liquor Control Committee. In letzterem fungierte er als Majority-Vorsitzender.
Donatucci war verheiratet und hatte zwei Kinder, einen Sohn und eine Tochter. Er starb im Alter von 58 Jahren in seinem Haus an einer Schlafapnoe.